# 플리토

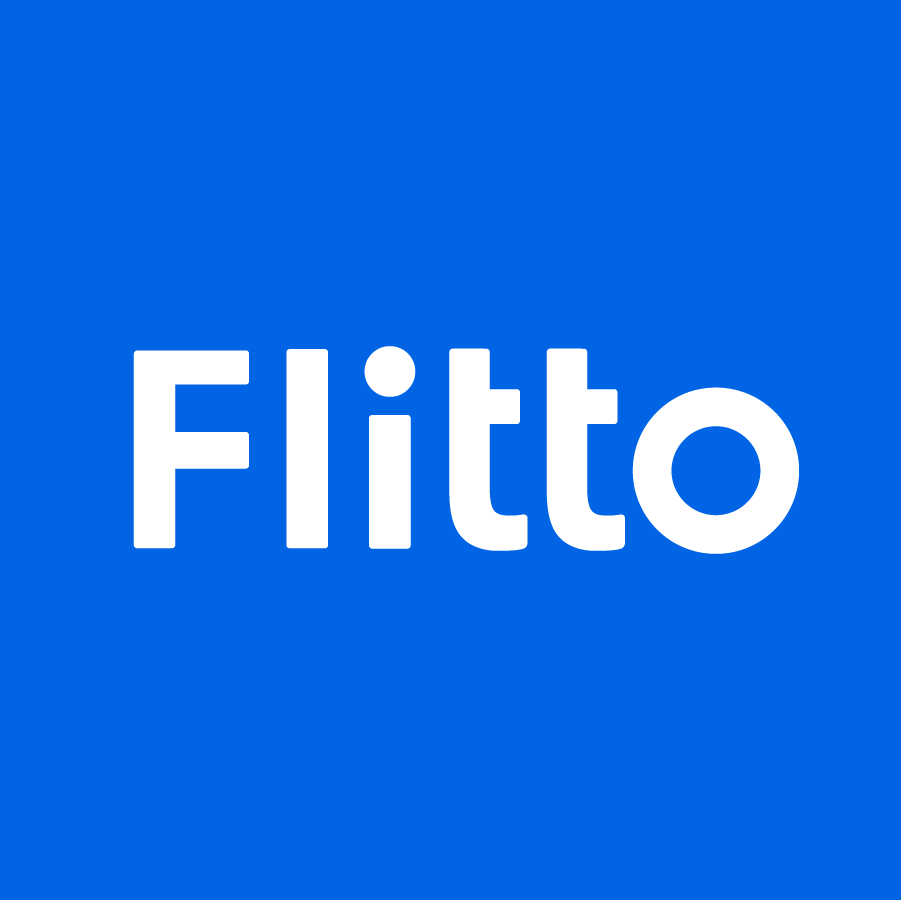
플리토 회사 로고

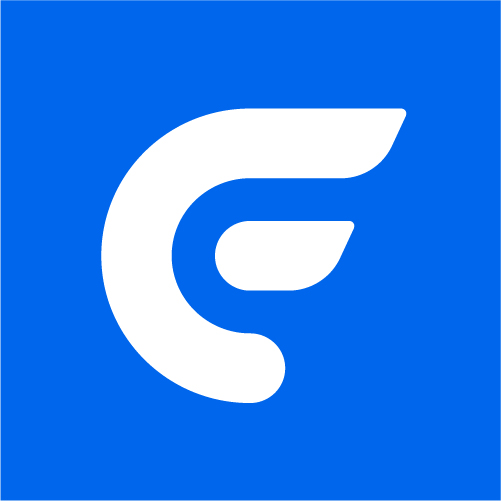
플리토 아이콘

플리토(영어: Flitto)는 집단지성을 활용한 번역 플랫폼을 제공함으로써 사용자들이 자유롭게 번역을 요청하고 받을 수 있는 공간이다. 플리토는 AI 자동번역 서비스 뿐만 아니라 기업 및 기관을 대상으로 한 비즈니스 번역과 영상, 웹툰/웹소설, 게임 등의 콘텐츠 번역 서비스도 제공하고 있다.
플리토는 현재 웹사이트뿐 아니라 아이폰, 아이패드, 안드로이드 스마트폰에서도 애플리케이션을 설치하여 사용 가능하다.  플리토는 짧은 글/긴 글, 이미지, 음성번역 및 1:1 전문 번역 서비스를 25개 언어(독일어, 러시아어, 베트남어, 스페인어, 아랍어, 영어, 이탈리아어, 인도네시아어, 일본어, 중국어 간체, 중국어 번체, 타갈로그어, 태국어, 터키어, 포르투갈어, 프랑스어, 한국어, 힌디어 등)로 지원하고 있으며 계속하여 언어를 추가할 예정이다. 번역된 내용을 QR 코드로 변환하는 서비스도 제공중이다.
현재 플리토 사용자는 글로벌 1천만 이상으로 170여개 국가에서 사용되고 있다.

## 역사
2012년 9월 1일 이정수 대표와 강동한, 김진구 공동창업자가 플리토를 설립했고, 설립 직후 영국의 스프링보드 (현 테크스타스 자회사) 인큐베이팅에 최초의 아시아 회사로서 선정되었다. 플리토의 첫 본사는 역삼동에 위치한 MARU 180 이었고, 현재는 삼성동에 자리하고 있다. 설립 이래, 플리토는 많은 글로벌 기업들(Microsoft, JYP, 네이버)과 업무 제휴를 체결해 왔다.

## 언어 데이터
플리토는 플랫폼 유저들의 활동을 통해 텍스트, 음성, 이미지, 대화문 등 다양한 형태의 다국어 데이터를 수집하고 검수한다.
생성형 AI 열풍과 더불어 글로벌 언어 데이터 수요가 급증하는 가운데, 10년 간 언어 데이터를 전문으로 구축해온 플리토도 덩달아 주목을 받고 있다. 플리토는 번역 서비스로 더 잘 알려져 있지만 실제로 번역 서비스 매출보다 언어 데이터 판매 매출이 훨씬 더 큰 것으로 알려져 있다.
특히 전 세계 천만 명 이상이 활동하는 자사의 통합 플랫폼을 기반으로 정확도 높은 다국어 데이터를 빠르고 효율적으로 구축할 수 있다. 플랫폼 참여자들의 자발적인 언어 활동을 통해 데이터의 수집-검수-저장-판매로 이어지는 선순환 구조가 이뤄지고 있다.
인공지능 산업 발달과 더불어 언어 데이터의 수요가 급증하는 가운데 플리토는 자체 구축한 고품질의 언어 데이터 판매로 2020년 100만불 수출의 탑 수상 이후 2년 만인 2022년, 300만불 수출의 탑을 달성했다.

## 집단지성 번역

### 포인트
플리토에서 번역을 요청할 때는 포인트가 필요하다. 포인트는 신용카드, 계좌이체, 휴대폰 결제(현재 한국만 가능), Paypal, AliPay로 구입이 가능하며, 또한 번역가로 활동하여 포인트를 얻을 수도 있다.

### 짧은 글/긴 글
유저들이 짧은 글/긴 글을 번역을 요청할 수 있으며 현재 25가지의 언어로 지원된다 (독일어, 러시아어, 베트남어, 스페인어, 아랍어, 영어, 이탈리아어, 인도네시아어, 일본어, 중국어 간체, 중국어 번체, 타갈로그어, 태국어, 터키어, 포르투갈어, 프랑스어, 한국어, 힌디어 등). 요청을 할 때, 플리토에서 추천하는 포인트가 보이며, 요청자가 직접 포인트를 정할 수도 있다. 번역 요청이 접수되면 해당 언어를 사용하는 번역가들에게 푸쉬 알림이 보내지며, 여러개의 번역 중 요청자가 채택한 번역가는 포인트를 얻게된다.
원문의 길이에 따라 짧은 글 (약 260자 이내) 또는 긴 글로 분류된다. 긴 글의 경우 여러 개의 단락으로 나뉘어 번역가들에게 보내지기 때문에, 더 많은 번역가들이 참여하여 짧은 시간에 긴 글의 번역을 받을 수가 있다. 다만 긴 글이 단락으로 나뉘다 보니 단락 간 연결이 어색한 경우가 발생하기도 하는데 이를 대비하여 메모란에 번역에 관한 간단한 요청 사항을 남길 수가 있다. 번역가들은 플랫폼상에서 다른 번역가들이 전/후 단락을 어떻게 번역하였는지 참고하며 번역을 할 수 있다.

### 이미지/GPS
만약 번역요청 사항을 글로 옮겨 적기 힘들거나 하기 귀찮을 때, 사진을 찍어서 번역 요청을 할 수가 있다. 여행을 가서 식당의 메뉴나 간판을 찍어서 올려도 되고, 제품의 설명서를 찍어서 번역 요청을 할 수도 있다. 또한 GPS 기능을 켜놓으면 해당 장소에서 과거에 똑같은 요청이 있었는지 확인 가능하고 해당 번역문을 바로 볼 수 있으며 가까운 거리에서 어떤 다른 요청들이 있었는지도 확인 할 수 있다.

### 음성
이미지와 마찬가지로 번역이 필요한 음성을 녹음하여 번역 신청을 할 수가 있다.

## 1:1 전문번역(플랫폼)
요청자와 번역가가 1:1로 번역 요청을 주고받는 서비스이다. 1:1 번역 서비스는 요청자가 직접 설정한 조건들(가격, 날짜, 전문분야) 에 맞춰 번역가들에게 직접 번역요청을 할 수 있는 차별점이 있으며 집단지성 번역보다 좀 더 전문적이고 일관된 번역결과를 얻을 수 있다. 1:1 번역 서비스는 현재 웹에서만 지원되고 있다. 요청자는 보다 정확하고 빠르고 낮은 가격에 전문 번역가를 직접 선택을 할 수 있고 번역가와 1:1 채팅창을 통해 소통이 가능하다. 번역가에게는 시중 대비 낮은 수수료 및 자유로운 번역 요청 선택권이 주어진다는 장점이 있다.

## 로컬라이제이션(현지화) (비즈니스/콘텐츠 전문번역)
기업 및 기관의 회사소개서, 계약서, 매뉴얼 등 각종 문서부터 영상, 웹툰/웹소설, 시나리오, 게임 등 미디어 콘텐츠 등의 다국어 번역을 제공하는 전문번역 서비스이다. 원어민을 포함해 2,000명 이상의 전문번역가를 보유하고 있고, 링귀스트 랩(Linguist Lab) 운영, 1:1 PM 제도 등을 통해 번역 일정 및 품질 관리를 수행한다.

## 다른 서비스

### 디스커버리 (SNS/컨텐츠)
유명한 연예인들의 SNS 계정들이 많은 언어로 번역이 되고 있다. 현재 플리토는 트위터, 인스타그램과 웨이보를 지원하고 있다. 싸이와 브라질의 유명한 저자 Paulo Coelho 가 플리토를 지지해 주었다.
많은 연예인들이 또한 트위터를 통해 플리토에 로그인하여 음성 메시지를 남긴다. 많은 연예인들이 해외 팬들과 소통하는 방법 중 하나로 플리토를 애용하고 있다. 스타가 플리토에 직접 업로드하는 음성 메시지는 사용자들이 번역하거나 공유할 수 있다. 해당 스타를 팔로잉하시면 스타의 음성 업데이트를 알림으로 받아보실 수 있다. 현재 많은 한국 가수들이 사용하고 있으며  슈퍼주니어의 헨리와 최시원, 틴탑, 블락비, G.NA 등 많은 스타들이 해외 팬들과의 소통을 위해 플리토를 사용하고 있다.
세계 각국의 다양하고 재미있는 컨텐츠를 유저들이 직접 각국 언어로 번역하고 즐길 수 있는 공간이다.

### 스토어
스토어는 번역을 통해 획득한 포인트로 다양한 상품을 구매하거나 구호단체 등에 기부하고, 현금 교환도 할 수 있는 공간이다. 상품으로는 플리토 후디, 모바일 상품권, 아마존 기프트 카드 등등 있다. 기부는 당시 진행하고 있는 프로젝트에 참여하여 기부할 수 있다. 전에는 모켄족 아이들 교육 지원 기부, 네팔 지진 후원금 등이 있었다. 국제 봉사 단체 플랜과 함께하는 기부 프로젝트에 기부하면 1365 자원봉사포털에서 봉사시간을 인증받을 수 있으며 6,000 포인트를 기부하면 4시간의 봉사시간을 발급해준다. 또한 이벤트 진행시 될때에는 아이폰이나 노트북이 상품으로 제공 될 때도 있다.

### QR 코드
플리토 QR코드는 사용자 누구나 사용할 수 있는 기능이다.
채택이 완료된 번역 요청엔 자동으로 QR코드가 생성이 된다. 플리토 QR코드를 식당, 전시관, 축제 등 번역이 필요한 곳에 부착할 수 있고 관광객 및 번역이 필요한 사용자는 QR 코드를 스캔하여 해당 정보의 번역문을 받아보실 수 있다. 현재 명동, 홍대, 인사동에서 플리토 QR 코드가 사용되고 있다.

## 성과
2012.09 - DSC Investment 로부터 $800,000 투자유치
2012.09 - 한국 최초 영국 TechStars Network Springboard Incubating 참여
2012.10 - Morrison & Forester (London)에서 주최한 Innovative Tech Startup 1위
2012.12 - 한국 최초 실리콘밸리 IR 진행
2012.12 – 실리콘 데모데이에 발표할 5개의 발표 기업 중 하나로 선정
2013.05 - MK 모바일 창업코리아서 슈퍼스타M 1위
2013.07 - 실리콘밸리 지사 설립
2013.08 – 스위스 Seedstars World Competition 한국 대표 선정
2013.09 – TechCrunch Disrupt SF 2013 참가 기업 선정
2013.10 - 이스라엘 정부 주최 StartTelAviv 한국 대표 선정

2013.12 - KBS 황금의 펜타곤 최종 우승 (KBS/IBK/미래창조과학부)
2014.02 - 스위스 Seedstars World Competition 우승
2014.07 - 대만 IdeasShow 스타트업 배틀 우승
2015.03 - 플리토 중국 지사 설립 (북경)
2015.10 - 중국 DemoTheWorld 우승 및 중국 내 ICP 획득

## 언론보도
2013.03 - “The Top 7 Things You Missed at SXSW” – Kansas City Business Journal에서 놓친 것 7가지 중 하나로 선정
2014.09 - CNN International 뉴스 기사, ‘Korean Tech Giants’
2015.01 - Tech In Asia 기사, 'Korean entrepreneur went from translating K-Pop tweets to selling language data to web giants'
2015.04 – BBC ‘The Making of Me’ 시리즈의 첫 화 에피소드 등장 및 뉴스 기사 보도 ‘From homework to a global business’
2016.01 - KBS1 신년특집 청년 대한민국 2부 방송
2017.10 - 10년 후 100조 시장... (조선비즈) "빅데이터 금맥을 캐라"
2018.05 - (IT조선) 플리토, 언어데이터 판매량 3년간 3배 성장
2021.02 - (뉴시스) 플리토, 국내 10대 인공지능 스타트업에 선정
2020.12 - (머니투데이) 플리토, 100만불 수출의 탑.."언어데이터 수요 지속 증가"
2021.08 - (아주경제) 플리토, 국립국어원과 20억원 규모 학습용 데이터 공급계약
2022.04 - (뉴시스) 플리토, 日 진출 韓웹툰 번역 서비스 계약 체결

## 같이 보기
- 쿠쿠미스